# Albaner in Nordmazedonien

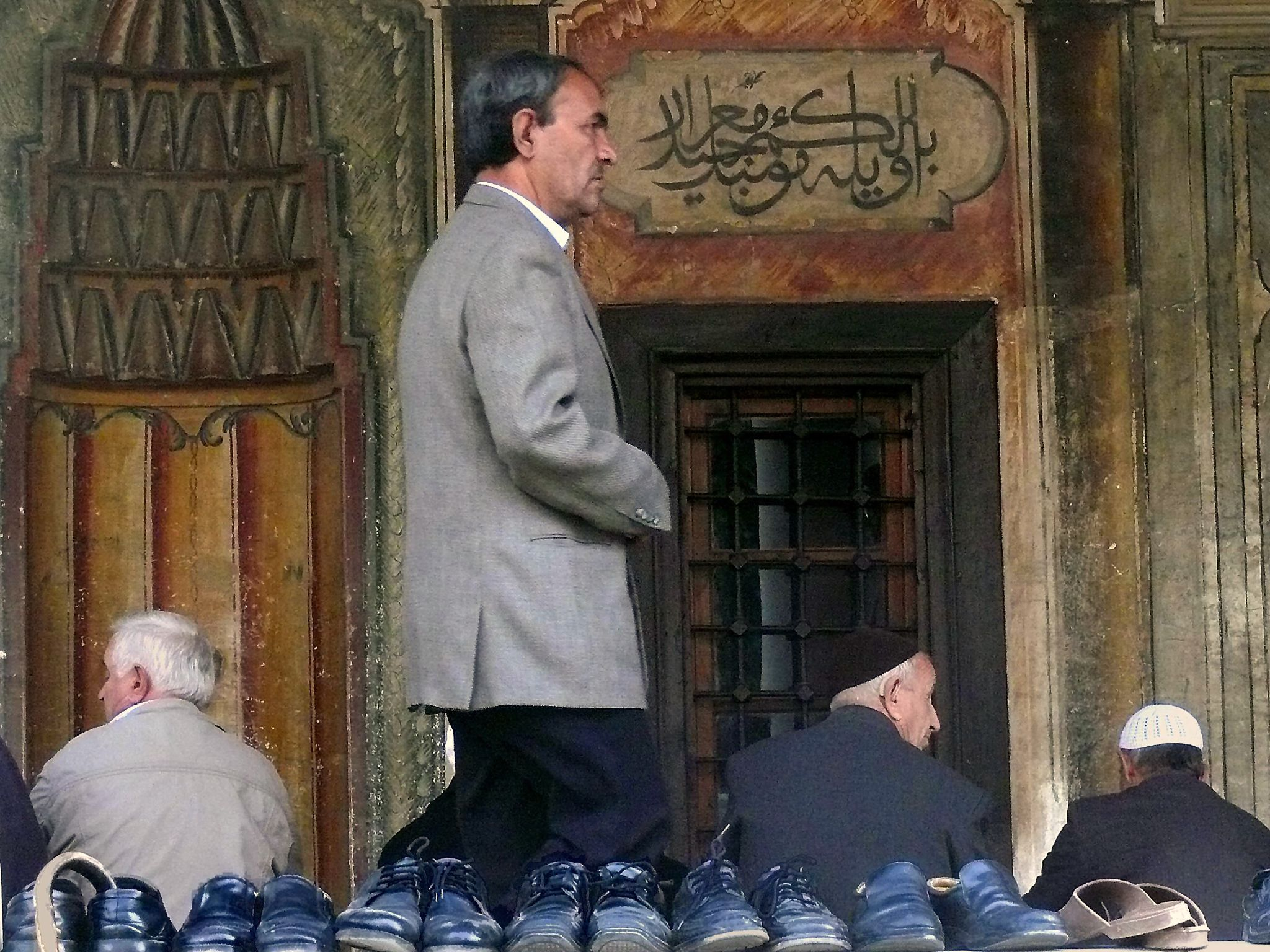
Fast alle Albaner in Nordmazedonien bekennen sich zum sunnitischen Islam: auf dem Foto die Bunte Moschee von Tetovo

Die Albaner in Nordmazedonien (albanisch Shqiptarët në Maqedoninë e Veriut, mazedonisch Албанци во Северна Македонија Albanci vo Severna Makedonija) bilden die größte ethnische Minderheit des Landes und stellen in 13 (einschließlich zwei Bezirken in der Hauptstadt Skopje) von 81 Opštini über die Hälfte der Bevölkerung. Laut der letzten Volkszählung im Land vom Jahr 2021 wird ihre Zahl mit 446.245 Personen angegeben, was rund 24,3 Prozent der Gesamtbevölkerung entspricht. Ein bisschen mehr, also 447.001 Personen, erklärten indes Albanisch als ihre Muttersprache. Der Zensus erfolgte mittels einer kombinierten Methode aus Erfassung vor Ort sowie Nutzung von 12 Datenbanken. Den veröffentlichten Ergebnissen zufolge bekannten sich 29,52 % von der Gesamtheit erfasster Personen als ethnische Albaner. Somit liegt die offizielle Zahl der Albaner in Nordmazedonien bei 613.463 Personen. Laut den oppositionellen albanischen Parteien Allianz für die Albaner und BESA sei die DUI schuld an der Massenabwanderung der Albaner aus dem Land und ihnen zufolge sei die Zahl der ausgewanderten Albaner viel höher als der Zensus angibt.
Die Albaner sind eine autochthone Bevölkerung in Nordmazedonien und leben seit Jahrhunderten mit (slawischen) Mazedoniern, Türken, Roma, Serben, Bosniaken und Aromunen zusammen. Nach dem Fall des Osmanischen Reiches Anfang des 20. Jahrhunderts sprach man die albanisch bewohnten Gebiete des heutigen Nordmazedoniens dem Königreich Serbien zu. Das Mutterland Albanien umfasste dadurch bei seiner Gründung 1912 nur etwa die Hälfte der von Albanern bewohnten, zusammenhängenden Region der Balkanhalbinsel.

## Geographische Verteilung

Anteil der albanischen Bevölkerung in den Gemeinden Nordmazedoniens (Volkszählung 2021)
Albaner: absolute Mehrheit (über 50 %)
Albaner: relative Mehrheit (unter 50 %)
Mazedonier
Türken
Roma

Die Albaner Nordmazedoniens leben hauptsächlich im westlichen Teil des Landes. Ihr Siedlungsgebiet zählt zum geschlossenen Sprachraum des Albanischen in Südosteuropa, ist jedoch teilweise auch von anderen Ethnien besiedelt. Seit 1912 ist dieses Siedlungsgebiet durch Grenzen von Albanien und Kosovo getrennt.
Die albanische Bevölkerung des Landes siedelt insbesondere am Ohridsee, im Flusstal des Schwarzen Drins, am oberen Flusslauf des Vardars, im Becken von Kumanovo, in Skopje und in den Hügelländern von Kičevo und Veles. Weitere Siedlungsgebiete sind die Ebene von Bitola, das Ufer des Prespasees sowie die Gegend um Prilep, jedoch sind die Albaner dort meist eine Minderheit.
| 100–50 %    | 50–20 %   | 20–5 %              |
| ----------- | --------- | ------------------- |
| Lipkovo     | Kumanovo  | Petrovec            |
| Studeničani | Skopje    | Veles               |
| Aračinovo   | Sopište   | Zelenikovo          |
| Tearce      | Jegunovce | Čučer-Sandevo       |
| Tetovo      | Čaška     | Centar Župa         |
| Želino      | Dolneni   | Resen               |
| Brvenica    | Kruševo   | Mavrovo und Rostuša |
| Bogovinje   | Kičevo    |                     |
| Vrapčište   |           |                     |
| Gostivar    |           |                     |
| Debar       |           |                     |
| Struga      |           |                     |

## Demographische Entwicklung
|            | 1948 | 1953 | 1961 | 1971 | 1981 | 1991 | 1994 | 2021 |
| ---------- | ---- | ---- | ---- | ---- | ---- | ---- | ---- | ---- |
| Mazedonier | 68,5 | 66   | 71,2 | 69,3 | 67   | 65,3 | 66,6 | 58,4 |
| Albaner    | 17,1 | 12,4 | 13   | 17   | 19,8 | 21,7 | 22,7 | 24,3 |

Wie in der Tabelle ersichtlich, sank der Anteil der Albaner zwischen 1948 und 1953 von 17,1 auf 12,4 Prozent. Dies ist vor allem darauf zurückzuführen, dass sich bei der Volkszählung 1953 viele als Türken klassifizierten, um so in die Türkei auswandern zu können oder zu müssen. Somit stieg auf der anderen Seite der Anteil der türkischen Bevölkerung von 8,3 % (1948) auf 15,6 % (1953).

Auch zu bemerken sind die Daten von 1991. Die damalige in Jugoslawien ausgeführte Volkszählung wurde von der Mehrheit der albanischen Bevölkerung Jugoslawiens boykottiert. Diese Angaben beruhen daher auf Daten aus Melderegistern sowie Fortschreibungen.

## Geschichte

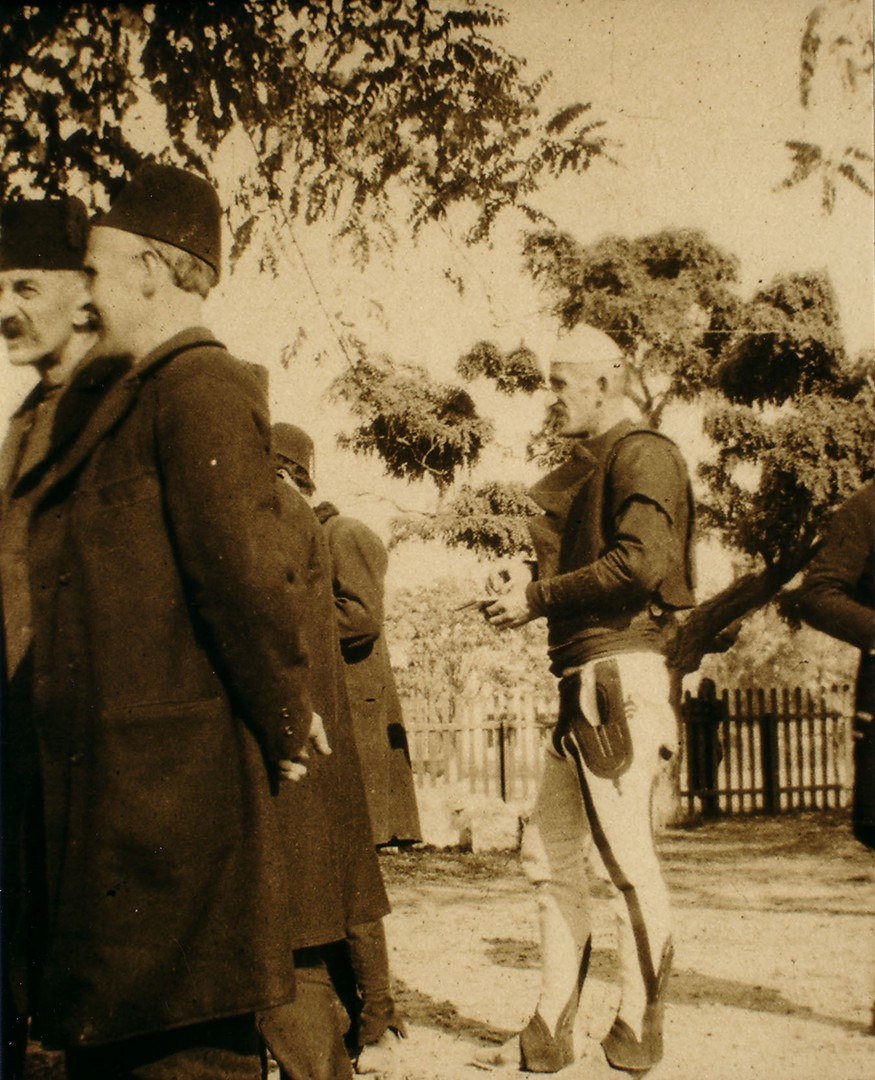
Fotografie eines Albaners in Skopje von 1903, Franz Nopcsa

Für die Geschichte bis 1912 siehe Geschichte Albaniens und Makedonien, für die anschließenden Ereignisse siehe auch Geschichte Nordmazedoniens

### Trennung von Albanien – Teil Serbiens (Jugoslawiens)
Im Dezember 1912, kurz nach der Niederlage des Osmanischen Reiches gegen den Balkanbund in den Balkankriegen, versammelten sich Botschafter der damaligen Großmächte (Großbritannien, Deutschland, Russland, Österreich-Ungarn, Frankreich und Italien) in London zur Klärung der offen gebliebenen Fragen des Konflikts. Die Londoner Botschafterkonferenz erkannte aufgrund der Unterstützung Österreich-Ungarns und Italiens einen unabhängigen albanischen Staat an. Die Grenzen des neuen Staats bezogen jedoch weite Gebiete des albanischen Siedlungsraumes nicht mit ein. So fiel ein großer Teil des albanischen Siedlungsgebietes dem Königreich Serbien zu, darunter auch jene in der Vardarska banovina (serbischer Teil der historischen Region Makedonien), die später in etwa zur Sozialistischen Republik Mazedonien wurde.

### Nachkriegszeit – sozialistisches Jugoslawien
Als die Sozialistische Republik Mazedonien 1946 ausgerufen wurde, garantierte deren kommunistische Verfassung den Minderheiten das Recht auf kulturelle Entwicklung und den freien Gebrauch ihrer Sprache. Sofort begann man mit der Errichtung von Schulen für die Minderheiten, um deren hohe Analphabetenquote zu senken. In den folgenden zwei Jahrzehnten wurden kontinuierlich Maßnahmen eingeleitet, um die albanische Volksgruppe in das wirtschaftliche und soziale Leben des neuen sozialistischen Staates einzugliedern sowie dessen soziale Möglichkeiten zu verbessern. So stieg seit dem Ende des Zweiten Weltkrieges die Bevölkerungszahl des Landes stetig. Zwischen 1953 und 2002 wuchs auch die albanischsprachige Bevölkerung um 31,3 Prozent.

### Zerfall Jugoslawiens – soziale Spannungen zwischen den Ethnien
1989, als der Provinz Kosovo die 1974 verliehene Autonomie durch Jugoslawien faktisch wieder entzogen wurde und allgemein seit einiger Zeit die (serbischen) Repressionen gegen die albanische Volksgruppe zunahmen, fanden ähnliche Entwicklungen auch in der Teilrepublik Mazedonien statt. Diese mazedonisch-nationalistische Politik wurde mit der Verfassungsänderung von 1990 verdeutlicht: Mazedonien wurde von einem Staat des mazedonischen Volkes und der albanischen und türkischen Nationalitäten zu einem Nationalstaat des mazedonischen Volkes umdefiniert.
Am 8. September 1991 erklärte sich Mazedonien als vierte Teilrepublik Jugoslawiens (nach Slowenien, Kroatien und Bosnien-Herzegowina) für unabhängig und trat damit als einzige Teilrepublik ohne Belgrader Widerstand aus der sozialistischen Bundesrepublik aus. Im Gegensatz zu Slowenien, Kroatien sowie Bosnien und Herzegowina gab es in Mazedonien keinen Krieg. Es fanden zum ersten Mal freie Parlamentswahlen statt und der Demokratisierungsprozess war eingeleitet.

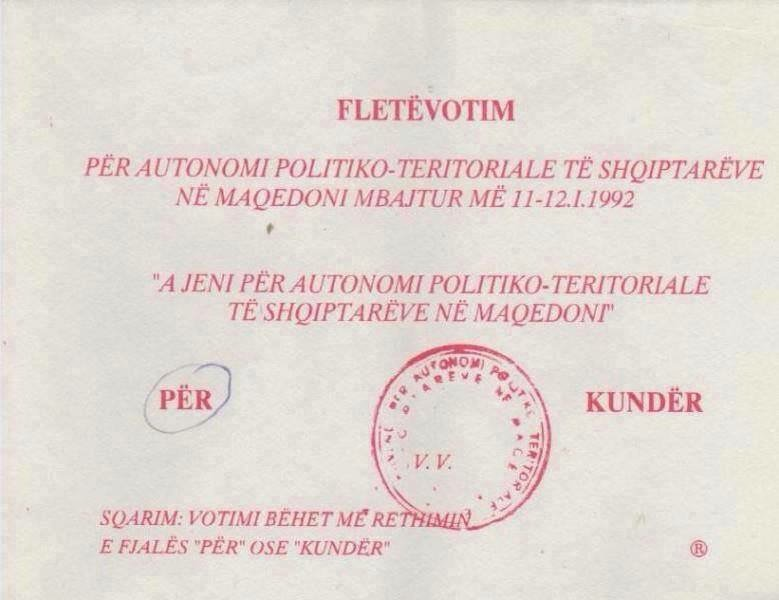
Abstimmungszettel für die politisch-territoriale Autonomie der Albaner der Republik „Ilirida“ in Nordmazedonien am 11. und 12. Januar 1992

Im Januar 1992 organisierte die albanische Bevölkerung im südwestmazedonischen Struga ein Referendum über eine territoriale Autonomie. Mit der Begründung, dass dieses Vorhaben sezessiv sei, erklärte die mazedonische Regierung das Vorhaben für ungültig. Der Rat der albanischen politischen Parteien im ehemaligen Jugoslawien beschloss, dass die Autonomie die letzte Möglichkeit der Albaner in der Republik Mazedonien wäre, wenn alle anderen demokratischen Bemühungen scheitern würden. Diese Autonomieerklärung der „Republik Ilirida“ wurde nicht von allen politischen Parteien der Albaner Mazedoniens unterstützt, vielmehr war sie ein symbolischer Akt.
Die Missstände der ethnischen Minderheiten vergrößerten sich kontinuierlich. Im Februar 2001 eskalierten schließlich die Probleme in bürgerkriegsähnliche Zustände. Der Aufstand wurde durch die Nationale Befreiungsarmee (albanisch Ushtria Çlirimtare Kombëtare, kurz UÇK) im Nordwesten und Norden des Landes an der Grenze zu Kosovo bzw. Serbien geführt. Unter internationaler Vermittlung wurde im Juli 2001 ein Waffenstillstand vereinbart. Das Rahmenabkommen von Ohrid sollte eine angemessene Repräsentation der albanischen Minderheit in Politik und Verwaltung sichern sowie die Nationale Befreiungsarmee entwaffnen. Ein integraler Bestandteil des Abkommens war beispielsweise die Gleichsetzung der albanischen mit der mazedonischen Sprache in Gemeinden, wo Albaner über 20 Prozent der Bevölkerung ausmachen.
Das Abkommen wurde durch die nachfolgenden Regierungen sehr schleppend verwirklicht, jedoch blieben grundlegende Fragen lange offen und eine gesellschaftliche Gleichstellung mit dem (slawisch-)mazedonischen Volk war lange nicht erreicht. 2019 erklärte Nordmazedonien die albanische Sprache als zweite Amtssprache – neben Mazedonisch. Mit Ausnahme der Verteidigung, Geldpolitik und Zentralpolizei ist der Staat seitdem offiziell zweisprachig. Der ethnische Streit wurde damit aber keineswegs abgelegt. Insbesondere nationalistische Kräfte (wie die VMRO-DPMNE oder gewaltbereite Jugendliche auf beiden Seiten) sorgen weiterhin für Konflikte.

## Soziale Situation

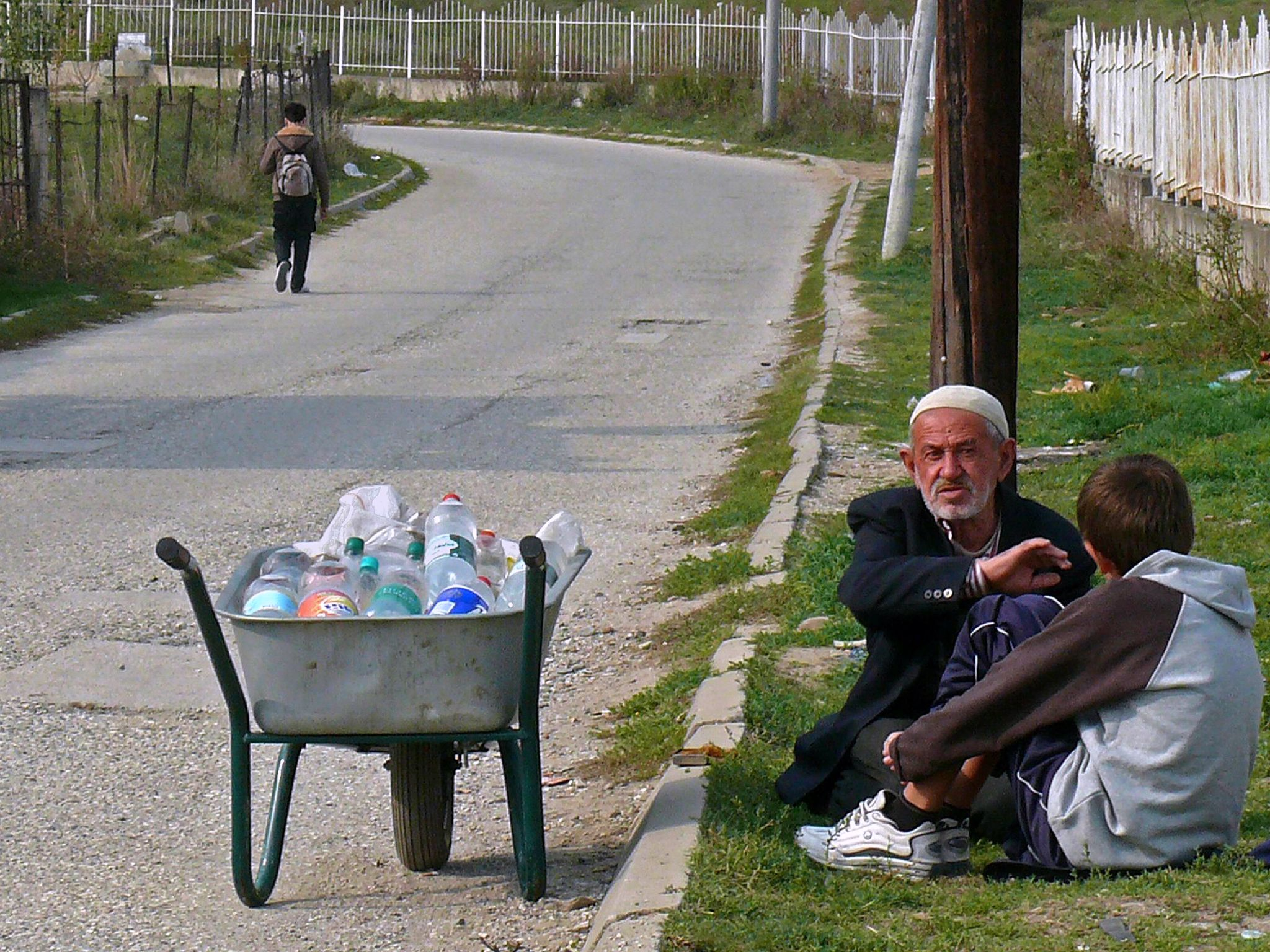
Straßenszene in Tetovo

Große Teile der albanischen Bevölkerung in Nordmazedonien sind in der Vergangenheit regelmäßig ausgewandert. Neben wirtschaftlichen Gründen gab es auch politische und religiöse Motive. Erstes Ziel im frühen 20. Jahrhundert war meist die Türkei, wo die Emigranten auf mehr Religionsfreiheit trafen. Viele beherrschten schon die türkische Sprache und waren auch mit der dortigen Kultur vertraut. Nach dem Zweiten Weltkrieg änderte sich das Ziel der Emigranten und nunmehr waren West- und Mitteleuropa sowie die Vereinigten Staaten Aufnahmeländer der nach Arbeit suchenden Menschen; aber auch in Süd- und Nordeuropa sowie in Australien entstanden zahlreiche, jedoch kleinere Immigranten-Gemeinden. In der neuen Welt angekommen, verrichteten die Albaner vorerst unterdurchschnittlich bezahlte Arbeit im Baugewerbe, in Bergwerken, Fabriken, in der Landwirtschaft und Viehzucht sowie in der Gastronomie. Der niedrige Bildungsstand und die fehlenden finanziellen Mittel hinderten die Einwanderer an einer Verbesserung ihrer Ausbildungs- und Lebenslage. Auch dort anzutreffende Fremdenfeindlichkeit und die Nicht-Beherrschung der neuen Sprache machten den Emigranten schwer zu schaffen.
Ab den späten 1980er Jahren verschlechterte sich die politische und rechtliche Lage der Albaner im gesamten Jugoslawien zusehends. Die Diskriminierung in der Arbeitswelt nahm zu, Rechte und Freiheiten wurden stark eingeschränkt, und die Zahl der gewalttätigen Übergriffe auf beiden Seiten (Albaner und Mazedonier) stieg an. Durch diese von der mazedonischen Regierung betriebene Minderheitenpolitik verschärften sich die Spannungen zwischen den Volksgruppen innerhalb Mazedoniens, überall auf dem Balkan allgemein erstarkte der Nationalismus. 2001 kam es zu einem Aufstand albanischer Freischärler. Nach mehrmonatigen Kämpfen zwischen albanischen Guerilla-Kämpfern und der mazedonischen Polizei beziehungsweise Armee wurde im August des gleichen Jahres ein Rahmenabkommen in der Stadt Ohrid vereinbart. Die wichtigsten Vertreter beider Seiten sowie ausländische Gesandte kamen zusammen und unterzeichneten den Vertrag, der als Kerninhalt neben der Entwaffnung der Ushtria Çlirimtare Kombëtare (UÇK) auch die Wahrung der Minderheitenrechte der Albaner beinhaltete. Aus der UÇK ging nach 2001 die heutige Partei Demokratische Union für Integration (BDI) heraus, die als stimmenstärkste unter den Albanern gilt. Seitdem war sie mehrere Male Teil von Regierungen (vor allem VMRO-DPMNE) und konnte Minister stellen. Aber auch die Albanische Demokratische Partei (PDSH) bildete – meist mit den Sozialdemokraten – Regierungen. Als Kernaufgabe stellten sich die albanischen Parteien die Umsetzung des Abkommens, was größtenteils gelungen ist. Die Erfolge werden jedoch pausenlos von kriminellen Vorfällen auf beiden Seiten überschattet. Extreme Nationalisten aus beiden Völkern haben sich die Zerstörung der „feindlichen“ Ethnie und deren Kulturgüter zum Ziel gesetzt und organisieren dauernd Sabotageakte und Übergriffe auf Moscheen und Tekken beziehungsweise Kirchen und Klöster. Dadurch steigen die Spannungen zwischen den Ethnien, doch als Reaktion darauf versammeln sich oft Bürger auch zu Demonstrationen, die teils friedlich und teils gewalttätig verlaufen.
Die Albaner in Nordmazedonien halten sehr enge kulturelle, wirtschaftliche, familiäre und politische Verbindungen mit den Albanern in Albanien, dem Kosovo, Serbien und Montenegro aufrecht.

## Politik
Die Parteilandschaft der albanischen Minderheit Nordmazedoniens ist in viele kleine politische Parteien zersplittert. Zwei größere bestimmten in der Vergangenheit und bis in die heutige Zeit hinein das politische Geschehen der Minderheit: die 1997 gegründete Albanische Demokratische Partei (PDSH) und die 2001 gegründete, als Nachfolgeorganisation der UÇK entstandene Demokratische Union für Integration (BDI). Weitere neuere Parteien sind die Neue Demokratie (DR) von 2008, die Nationale Demokratische Wiedergeburt (RDK) von 2011, die 2014 gegründete Bewegung „Besa“, die Allianz für die Albaner von 2015 und die 2019 gegründete Alternative. Bis 2008 spielte zudem die Partei für Demokratische Prosperität eine zentrale Rolle in der Politik der Albaner Mazedoniens. Die größte Oppositionspartei, VMRO-DPMNE, kündigte einen elektronischen Zensus an, den sie durchführen würde, wenn sie Regierungsverantwortung übernimmt. Sie sah den Bevölkerungsverlust durch Auswanderung als eine Reaktion auf die Politik der Regierungsparteien und insbesondere SDSM.
Sie erhob Vorwürfe in Bezug auf den Misserfolg wegen der Auswanderungswelle, bewertete die Volkszählung jedoch auch als unvollständig, da es laut Partei unzulässig sei, 132.000 Bürger allein anhand von administrativen Quellen zu erfassen, wobei deren ethnische und religiöse Zugehörigkeit sowie die Muttersprache nicht ausgewertet wurde.
Der Vorsitzende der größten albanischen Regierungspartei DUI, Ali Ahmeti, bewertete den Zensus als erfolgreich und von der Expertenöffentlichkeit anerkannt. Er verwies darauf, dass die Ergebnisse nicht zu interethnischen oder politischen Auseinandersetzungen führen dürfen. Ahmeti betonte, dass die DUI bei der ersten sich bietenden Gelegenheit fordern werde, dass in der mazedonischen Verfassung die Formulierung „Sprache, die mindestens von 20 % gesprochen wird“ durch „albanische Sprache“ ersetzt wird.
Laut den oppositionellen albanischen Parteien Allianz für die Albaner und BESA sei die DUI schuld an der Massenabwanderung der Albaner aus dem Land und ihnen zufolge sei die Zahl der ausgewanderten Albaner sehr viel höher als der Zensus angibt.
Die Sitzverteilung der albanischen Parteien im Parlament Nordmazedoniens (mazedonisch Собрание, Sobranie; albanisch Kuvend/-i) sah bei den Wahlen von 2011, 2014 und 2016 wie folgt aus:
| Partei                               | Akronym   | Parlamentssitze 2011 von 123 | Parlamentssitze 2014 von 123 | Parlamentssitze 2016 von 120 | Parlamentssitze 2020 von 120 |
| ------------------------------------ | --------- | ---------------------------- | ---------------------------- | ---------------------------- | ---------------------------- |
| Demokratische Union für Integration  | BDI       | 15                           | 19                           | 10                           | 15                           |
| Albanische Demokratische Partei      | PDSH      | 08                           | 07                           | 02                           | 01                           |
| Nationale Demokratische Wiedergeburt | RDK       | 02                           | 0–                           | 0–                           | 0–                           |
| Bewegung Besa                        | LB        | 0–                           | 0–                           | 05                           | mit SDSM                     |
| Albanische Allianz                   | ASH       | 0–                           | 0–                           | 03                           | 12                           |
| Unabhängige Kandidaten               | –         | 0–                           | 01                           | 0                            | 0                            |
| Insgesamt                            | Insgesamt | 25                           | 27                           | 20                           | 28                           |

Zu den wichtigsten nicht-parlamentarischen politischen Bewegungen der albanischen Minderheit zählt die Bürgerbewegung Zgjohu! („Wach auf!“).

## Kultur

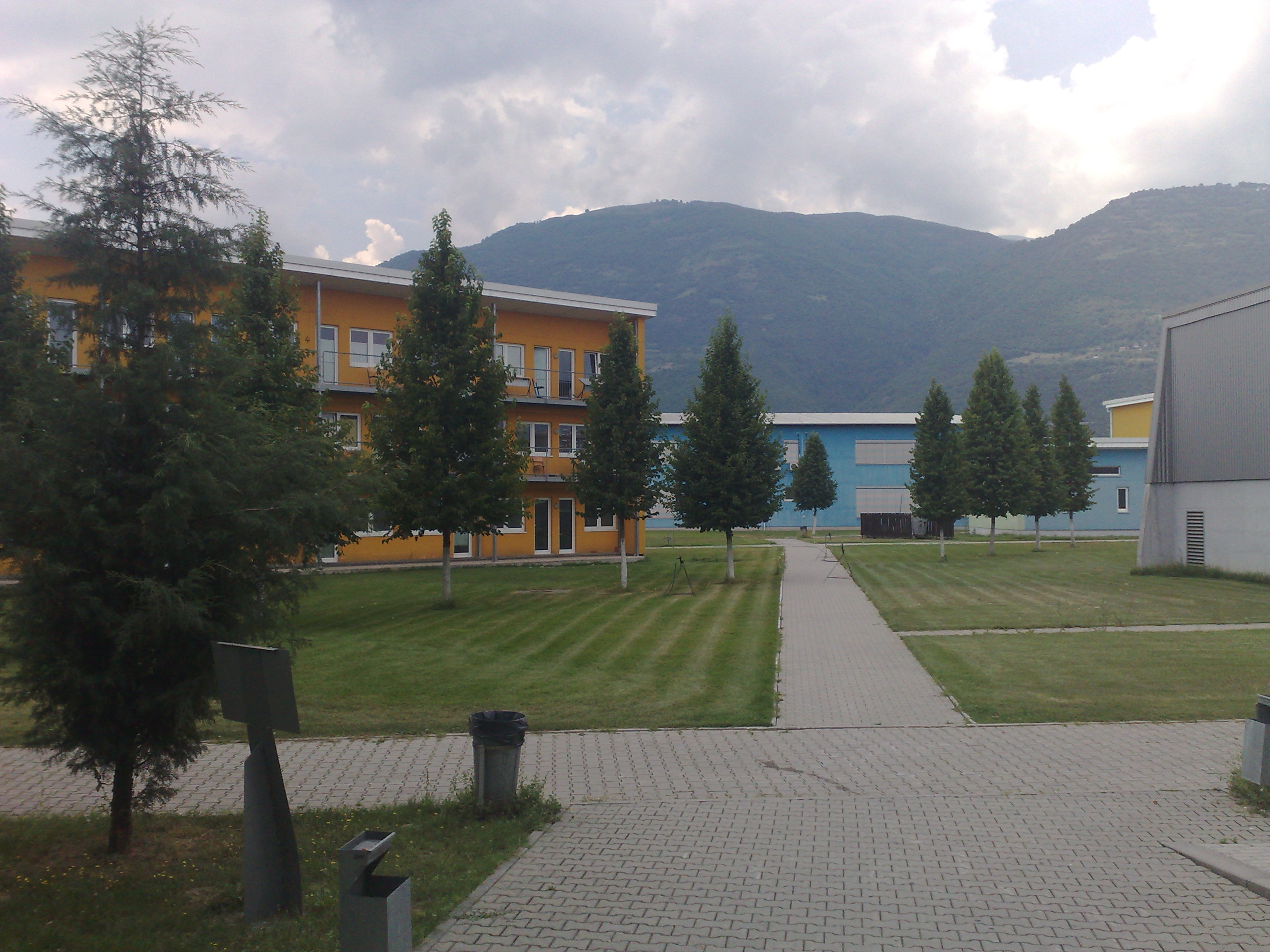
Blick auf den Campus der South East European University

Kulturell sind die Albaner Nordmazedoniens mit Albanien und Kosovo in der sogenannten Albanosphäre verbunden. Die gemeinsame Flagge, die nationale Hymne, die gemeinsame Geschichte, die nationalen Volkslieder, die gemeinsame Sprache und vieles mehr zählen zu den verbindenden Faktoren.
Bildung in albanischer Sprache findet in allen Stufen statt, so auch auf der tertiären, wie beispielsweise an der seit 2004 Staatlichen Universität Tetovo, die 1994 gegründet wurde. Die South East European University bietet seit ihrer Gründung 2001 ebenfalls Unterricht in albanischer Sprache an. Tetovo übernimmt im Land somit für die albanische Bevölkerung eine zentrale Rolle: In der Stadt haben die meisten politischen Parteien, viele Nichtregierungsorganisationen und Firmen sowie Landesvereine ihren Sitz.
Die Kultur der Albaner war neben der türkisch-osmanischen Einwirkung, wie in Albanien und Kosovo, auch von serbischen und bulgarischen/mazedonischen Elementen beeinflusst. Aber auch umgekehrt flossen Bestandteile der albanischen Kultur in die genannten Völker. Dieses symbiotische Zusammenleben mit den anderen Nationen machte die Albaner Nordmazedoniens selbstständiger von den Kulturen Albaniens und des Kosovo.
Die größten Medien der albanischen Minderheit in Nordmazedonien sind der Privatsender Alsat-M, die jeden zweiten Tag erscheinende Zeitung Zhurnal, die Tageszeitung Koha, und der albanische Kanal MRT Sat2 der Makedonska Radio-Televizija. Historisch spielte Flaka e Vëllazërimit eine herausragende Rolle. Sie wurde erstmals am 4. April 1945 in Skopje herausgegeben und wirkte als Tageszeitung bis 2004, als sie für 3000 Euro verkauft und wenige Zeit später nicht mehr erschien.

### Sprache

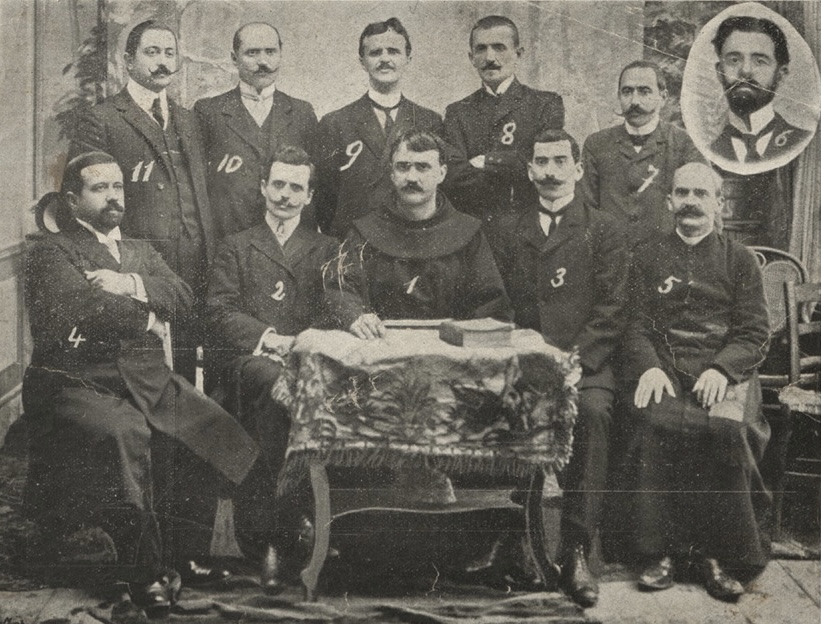
Der Kongress von Monastir war ein bedeutendes Ereignis in der Geschichte der albanischen Schriftsprache. Er fand 1908 in Bitola (oder Monastir) statt.

Die Muttersprache der Albaner Nordmazedoniens ist die zum Indoeuropäischen gehörende albanische Sprache, die zweite Amtssprache des Landes und in den Gemeinden mit über 20 Prozent der Bevölkerung Albaner als Haupt-Amtssprache gilt. Das Mazedonische und Türkische werden von einigen Bevölkerungsschichten fließend beherrscht, unter anderem von denjenigen in ethnisch gemischten Städten und Dörfern. In der Schule werden neben der Amtssprache Mazedonisch auch Englisch und Französisch unterrichtet.
Für die Sprachgeschichte des Albanischen spielt die südwestmazedonische Stadt Bitola (Monastir; alb. Manastir) eine wichtige Rolle. 1908 fand dort vom 14. bis 22. November der Kongress von Monastir statt, welcher den einheitlichen Gebrauch der albanischen Schriftsprache mit den bis heute geltenden Regeln festlegte. Die Teilnehmer einigten sich auf eine streng phonetische Schreibweise mit nur zwei Sonderzeichen (Ç/ç [⁠ʧ⁠] und Ë/ë [⁠ə⁠]).
Das Albanische kennt zwei Dialekte, deren beide Sprachräume sich im Südwesten Nordmazedoniens angrenzen. Diese regionalen Mundarten werden in den nachfolgenden zwei Abschnitten näher beschrieben.

#### Gegisch

Karte des albanischen Sprachraumes in Südost- und Südeuropa: Insgesamt werden in Nordmazedonien vier Unterdialekte des Gegischen und Toskischen gesprochen.

Die Mehrheit der Albaner in Nordmazedonien spricht gegische Varietäten der albanischen Sprache, die teilweise sehr unterschiedlich zueinander sind. Das gegischsprachige Gebiet Nordmazedoniens wird linguistisch (meist) in zwei Zonen eingeteilt: die nördliche größere (genannt „Nordost-Gegisch“) umfasst die Regionen von Kumanovo (alb. Kumanova), Skopje (Shkup), Tetovo (Tetova), Gostivar und Kičevo (Kërçova). Die südliche kleinere Zone (genannt „Zentral-Gegisch“) umfasst Debar (Dibra) und Struga (zu den verschiedenen Dialekten des Albanischen siehe den Artikel Albanische Sprache#Dialekte).

#### Toskisch
In der Region des Ohrid- und Prespasee sowie in der Umgebung der Städte Bitola, Kruševo und Dolneni gibt es zudem einige Dörfer, wo toskische Dialekte gesprochen werden. Am Ohridsee sind dies Frangovo (alb. Frëngova), Kališta (Kalisht), Radolišta (Ladorisht), Zagračani (Zagraçan) und zum Teil auch Dolna Belica (Belica e Poshtme) und in den Städten Struga und Ohrid (Ohër). Am Prespasee sind dies die Dörfer Arvati, Asamati, Gorna Bela Crkva (Kisha e Bardhë e Sipërme), Grnari (Gërnar), Dolna Bela Crkva (Kisha e Bardhë e Poshtme), Kozjak, Krani (Kran), Nakolec, Sopotsko (Sopocka) und die Stadt Resen (Resnja). In der Region Bitola (Manastir) sind es die Dörfer Trnovo (Tërnova), Nižepole (Nizhepola) und Bratin Dol (Bratin Doll) sowie als sehr kleine Minderheit auch in der Stadt selber. In der Gemeinde von Kruševo (Krusheva) lebt auch eine große toskisch-albanische Minderheit (etwa 20 Prozent der Gesamtbevölkerung). Zu den Dörfern mit mehrheitlich albanischer Bevölkerung zählen Aldanci (Alladinc), Belušino (Bellushina), Borino (Borina), Jakrenovo (Jakrenova), Norovo (Norova), Presil (Presill) und Saždevo (Sazhdeva). In der Gemeinde von Dolneni (Dollnen) haben sechs Dörfer albanische Einwohner, jedoch stellen sie davon nur in Crnilište (Cënilisht) und Žitoše (Zhitoshja) die absolute Mehrheit. Alle toskischen Varietäten innerhalb Nordmazedoniens zählen sprachwissenschaftlich gesehen zum „Nord-Toskischen“ (zu den verschiedenen Dialekten des Albanischen siehe den Artikel Albanische Sprache#Dialekte).

### Religion

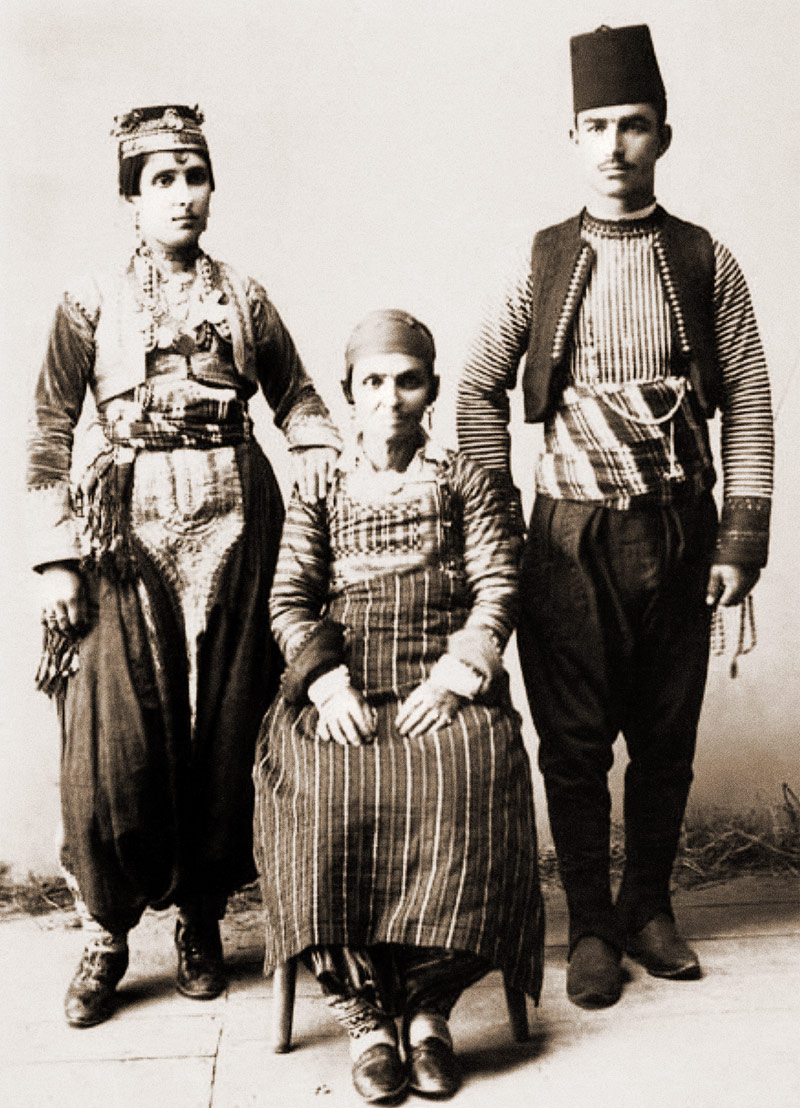
Katholische Albaner aus Skopje mit traditioneller Volkstracht um 1910

Im Gegensatz zu den Albanern in Albanien und im Kosovo gehören die Albaner in Nordmazedonien fast ausschließlich dem Islam an. Als Sunniten bekennen sie sich zum Koran und zur Sunna (Tradition des Propheten Mohammed); meist gilt die Rechtsschule der Hanafiten. In den letzten Jahren breitete sich in weitaus geringer Größe auch die ultra-orthodoxe Glaubensrichtung der Wahhabiten bzw. Salafisten aus. Im Unterschied zu Albanien gibt es in Nordmazedonien so gut wie keine schiitische Bektaschi, aber insbesondere in den Städten spielen Tekken verschiedener Derwisch-Orden eine wichtige Rolle für viele Menschen. Auch Christen (orthodoxe und katholische) sind unter den Albanern nahezu keine anzutreffen, was in Albanien und im Kosovo ganz anders ist: Historiker gehen davon aus, dass viele, ehemalig albanische Orthodoxen Nordmazedoniens durch die bulgarisch- und serbisch-orthodoxe Kirche slawisiert wurden; die kleinen katholischen Gemeinden im Norden sind zumeist ausgewandert oder islamisiert worden.

#### Muslime
Mit der Einverleibung des Balkans in das Osmanische Reich fasste auch der Islam Fuß im Gebiet des heutigen Nordmazedoniens. Die Osmanen errichteten Moscheen, Medresen, Hamame, Karawansereien (Hane) und Türben. Bis die Albaner zur neuen Religion konvertierten, dauerte es noch einige Jahrhunderte. Auch Mazedonier (zur osmanischen Zeit sich noch als Bulgaren ansehend) konvertierten zu einem gewissen Teil – heute wird diese Volksgruppe Torbeschen genannt, doch die Mehrheit behielt ihren christlich-orthodoxen Glauben. Die wenigen nicht konvertierten Albaner bulgarisierten sich schnell. Mit der Einwanderung vieler Türken nach Südosteuropa als Händler, Diplomaten oder auch nur als Bauern wurde das Gebiet des heutigen Mazedoniens regelrecht multikulturell. Viele Albaner (vor allem in den Städten) behaupteten sich als Türken, da sie sich damit eine höhere soziale Stellung erhofften und sich eher mit dem Islam identifizierten. Noch heute tun dies viele Familien, doch ihre Zahl wird immer kleiner, da die Türkei heute eine weniger wichtige Rolle im Land einnimmt, als sie dies noch vor 100 Jahren tat.
In vielen Städten ließen sich während der osmanischen Ära zudem Sufisten nieder, die den Islam in Mazedonien mit den vielen Tekken stark beeinflussten.
Viele muslimische Albaner feiern bis heute noch einzelne ursprünglich christliche Traditionen, wie zum Beispiel den Georgstag (alb. Shën Gjergji) oder den Namenstag von Demetrios von Thessaloniki (Shën Mitri).

#### Orthodoxe
In den letzten Jahren ist eine verstärkte Präsenz christlich-orthodoxer Albaner im öffentlichen Leben Nordmazedoniens, die auch als „nationale Wiedergeburt“ bezeichnet wird, zu beobachten. Maßgeblich dazu beigetragen hat der Politiker Branko Manoillovski, der sich als christlich-orthodoxer Albaner bezeichnet und Abgeordneter der albanischen Partei Demokratische Union für Integration im mazedonischen Parlament ist. Er kündigte an, seine Stimme im Parlament zu nutzen, um die slawisierten und orthodoxen Albaner in das Bewusstsein der nordmazedonischen Öffentlichkeit zu rücken. In einem Interview gab der albanisch-mazedonische Publizist und Schriftsteller Kim Mehmeti, selbst ein Muslim, bekannt, aus einer albanisch-orthodoxen Familie zu stammen.
Über die Anzahl orthodoxer Albaner gibt es keine genauen Daten. In den albanischen Medien wird die Zahl der orthodoxen Albaner zwischen 75.000 und 300.000 geschätzt.
Während der Feierlichkeiten zum albanischen Nationaltag im Jahr 2014 in Skopje forderte Branislav Sinadinovski die Gründung einer albanisch-orthodoxen Kirche in Nordmazedonien. Ein Bischof der Mazedonische-Orthodoxen Kirche lehnte diese Idee ab und bezeichneten sie als „chauvinistisches politisches Projekt“. Der orthodoxe Albaner Sinadinovski ist der Autor des Buches Orthodoxe Albaner in der Republik Mazedonien. Im April 2016 wurde sein Buch an der Staatlichen Universität Tetovo vorgestellt. Der stellvertretende Parlamentspräsident Rafiz Aliti hielt eine Rede und forderte die muslimischen Albaner auf, „ihre orthodoxen albanischen Brüder zu achten“ und sie vor „Assimilation zu schützen“. Der Rektor der Universität in Tetovo, Vullnet Ameti, ehrte Branislav Sinadovski für „seinen Beitrag zur Beleuchtung der Geschichte der orthodoxen Albaner in Mazedonien“.
Im August 2017 wurde die Gemeinschaft der orthodoxen Albaner in Mazedonien (alb. Bashkësia Ortodokse e Shqiptarëve të Maqedonisë) gegründet.

## Persönlichkeiten (Auswahl)
Diese Tabelle soll verdeutlichen, welch wichtige Rolle ethnische Albaner aus Nordmazedonien während der Nationalbewegung Rilindja und darüber hinaus für die albanische Geschichte spielten. Zusätzlich ist hervorzuheben, dass durch die etwa 500-jährige türkisch-islamische Herrschaft und der damit verbunden entstandenen Nähe zu den Türken und zum Islam viele Albaner im osmanischen (und später türkisch-republikanischen) Staatsapparat Karriere machen konnten.
Auch machen sich ethnische Albaner aus (dem heutigen) Nordmazedonien seit Jahrhunderten einen Namen als Migranten(-nachfahren) in der Diaspora, wo sie oftmals integraler Teil der Gesellschaft des Aufnahmelandes geworden sind.
| Name                  | Bild | Lebensjahre | Herkunft                        | Anmerkungen |
| --------------------- | ---- | ----------- | ------------------------------- | --- |
| Koca Davud Pascha     |      | 1446–1498   | unbekannt                       | osmanischer Großwesir, der in Bitola einen Besistan und in Skopje den größten Hamam der Balkanhalbinsel errichten ließ                                                                                               |
| Gheorghe Ghica        |      | 1600–1664   | Veles                           | Gründer der Adelsdynastie der Ghica, welche vom 17. bis 19. Jahrhundert oftmals die Herrscher der Fürstentümer Walachei, Moldau und Rumänien stellten.                                                               |
| Arabacı Ali Pasha     |      | 1620–1693   | Ohrid                           | osmanischer Großwesir 1691–92 |
| Ohrili Hüseyin Pasha  |      | † 1622      | Ohrid                           | osmanischer Großwesir 1621 |
| Mehmed Pascha Deralla |      | 1843–1918   | Gradec bei Vrapčište            | wichtige Figur in anti-osmanischen Aufständen der Albaner und Kriegsminister in Albanien 1912–14 |
| Gjerasim Qiriazi      |      | 1858–1894   | Bitola                          | Pädagoge, Schriftsteller und protestantischer Prediger; Gründer der Evangelischen Kirche Albaniens und der Protestantisch-Evangelischen Kirche des Kosovo; Mitunterzeichner der albanischen Unabhängigkeitserklärung |
| Ahmed İzzet Pascha    |      | 1864–1937   | Neapoli und Bitola              | osmanischer Staatsmann und Berufsoffizier; einer der letzten Großwesire des Osmanischen Reiches |
| Ibrahim Starova       |      | 1865–1945   | Struga                          | osmanisch-albanischer Politiker, Mitbegründer des Komitee für Einheit und Fortschritt, Mitunterzeichner der albanischen Unabhängigkeitserklärung                                                                     |
| Vehbi Dibra           |      | 1867–1937   | Debar                           | osmanisch-albanischer Politiker und Theologe; erster Vorsitzender der Muslimischen Gemeinschaft Albaniens und damit von 1920 bis 1929 Großmufti Albaniens                                                            |
| Josif Bageri          |      | 1868–1915   | Nistrova in Mavrovo und Rostuša | Dichter, Pädagoge und Literat der Rilindja |
| Dervish Hima          |      | 1868–1928   | Struga                          | Publizist, Literat der Rilindja und Mitunterzeichner der albanischen Unabhängigkeitserklärung |
| Zyhdi Ohri            |      | 1870–1931   | Ohrid                           | Anwalt, Politiker und Mitunterzeichner der albanischen Unabhängigkeitserklärung |
| Ahmed Niyazi Bey      |      | 1873–1913   | Resen                           | osmanischer Berufsoffizier und einer der Anführer der Jungtürkischen Revolution |
| Parashqevi Qiriazi    |      | 1880–1970   | Bitola                          | Pädagogin und Literatin; wichtige Figur bei der Ausarbeitung des albanischen Alphabets und Mitglied der albanischen Delegation an der Pariser Friedenskonferenz 1919                                                 |
| Hayrullah Fişek       |      | 1885–1975   | Tetovo                          | türkischer Berufsoffizier und Staatssekretär im türkischen Ministerium für Nationale Verteidigung |
| Mefail Shehu          |      | 1898–1945   | Zajas bei Kičevo                | Militär der Balli Kombëtar und damit Kollaborateur der Achsenmächte |
| Xhem Hasa             |      | 1908–1945   | Simnica bei Gostivar            | Militär der Balli Kombëtar und damit Kollaborateur der Achsenmächte |
| Mutter Teresa         |      | 1910–1997   | Skopje                          | indische Ordensschwester und Gründungsmissionarin der Nächstenliebe, Heilige der römisch-katholischen Kirche und Friedensnobelpreisträgerin                                                                          |
| Nexhmije Hoxha        |      | 1921–2020   | Bitola                          | albanische Politikerin und Ehefrau des Diktators Enver Hoxha |
| Luan Starova          |      | 1941–2022   | Struga                          | Philologe, Schriftsteller und Diplomat |
| Alajdin Abazi         |      | *1942       | Tetovo                          | Physiker und Professor |
| Arbën Xhaferi         |      | 1948–2012   | Tetovo                          | Politiker; bekannt für seinen Kampf zur Änderung der Präambel der nordmazedonischen Verfassung |
| Kim Mehmeti           |      | * 1955      | Grčec bei Skopje                | Schriftsteller und Publizist |
| Ali Ahmeti            |      | * 1959      | Zajas bei Kičevo                | ehemaliger paramilitärischer Führer der UÇK; heute Politiker und Parteivorsitzender der wählerstärksten ethnisch-albanischen Partei Nordmazedoniens, des Bashkimi Demokratik për Integrim                            |
| Shaban Sejdiu         |      | * 1959      | Blace bei Čučer-Sandevo         | Ringer; holte bei den Olympischen Sommerspielen 1980 und 1984 jeweils Bronze für Jugoslawien |
| Blerim Reka           |      | *1960       | Skopje                          | Jurist, Völkerrechtler, Politiker |
| Refet Abazi           |      | *1964       | Tetovo                          | Schauspieler und Hochschullehrer |
| Shaban Tërstena       |      | * 1965      | Skopje                          | Ringer; holte bei den Olympischen Sommerspielen 1984 Gold und 1988 Silber für Jugoslawien |
| Menduh Thaçi          |      | * 1965      | Tetovo                          | Politiker und Vorsitzender der Partia Demokratike Shqiptare |
| Isuf Sherifi          |      | *1967       | Tetovo                          | Schriftsteller |
| Harun Isa             |      | *1969       | Tetovo                          | Fußballspieler |
| Teuta Arifi           |      | *1969       | Tetovo                          | Politikerin, Bürgermeisterin von Tetovo 2013–2021 |
| Spend Abazi           |      | *1978       | Tetovo                          | Boxer |
| Altuna Sejdiu         |      | *1985       | Skopje                          | Sängerin (Pop und R&B) |
| Bajram Fetai          |      | *1985       | Tetovo                          | FußballspielerMazedonischer Fußballnationalspieler 2010–2013 |
| Blerim Džemaili       |      | * 1986      | Tetovo                          | Schweizer Fußballnationalspieler 2006–18 |
| Besiana Kasami        |      | *1986       | Tetovo                          | Sängerin, Künstlername Big Mama |
| Berat Sadik           |      | * 1986      | Skopje                          | Finnischer Fußballnationalspieler 2008–18 |
| Bebe Rexha            |      | * 1989      | Debar                           | US-amerikanische Popsängerin |
| Ferhan Hasani         |      | *1990       | Tetovo                          | FußballspielerMazedonischer Fußballnationalspieler 2010–2021 |
| Dardan Dehari         |      | *1990       | Tetovo                          | Skirennläufer |
| Admir Mehmedi         |      | * 1991      | Gostivar                        | Schweizer Fußballnationalspieler 2011–21 |
| Xhelil Abdulla        |      | *1991       | Tetovo                          | Fußballspieler |
| Flamur Aljiji         |      | *1991       | Tetovo/Tearce                   | Schauspieler |
| Shkodran Mustafi      |      | * 1992      | Gostivar                        | Deutscher Fußballnationalspieler 2014–17 |
| Egzon Bejtulai        |      | *1994       | Tetovo                          | FußballspielerMazedonischer Fußballnationalspieler seit 2018 |
| Valmir Nafiu          |      | *1994       | Tetovo                          | Fußballspieler |
| Ardon Jashari         |      | * 2002      | Kumanovo                        | Schweizer Fußballnationalspieler seit 2022 |